# Cardiosace guttistrigata
Cardiosace guttistrigata är en fjärilsart som beskrevs av Walker 1865. Cardiosace guttistrigata ingår i släktet Cardiosace och familjen nattflyn. Inga underarter finns listade i Catalogue of Life.